# 모질물
모질물(母質物, parent material)은 토양층위에서 아래층에 깔린 근원물질이다.  
1. 그 위치에 산출되어있는 암석
2. 다른 곳에서 운반되어온 충진물
3. 빙하성 퇴적물질
4. 과거의 순환작용에 의하여 생성된 토양